# Санта Мария ла Майор (Аржентина)
Санта Мария ла Майор (на испански: Misión jesuítica de Santa María la Mayor) е мисия на йезуитите на територията на съвременна Аржентина, в департамента Санта Мария, провинция Мисионес.
Мисията е основана през 1626 г., като една от 30 мисии на йезуитите в земите на индианците гуарани на територията на съвременните Аржентина, Парагвай и Бразилия. През 1744 г. в мисията живеят 933 покръстени гуарани.
Тя е изоставена, когато йезуитите са изгонени от всички области на короната на Испания, включително и тези от чужбина през 1767 година.
През 1983 г. руините на мисията „Санта Мария ла Майор“, заедно с още четири подобни паметника: мисиите Сан Игнасио Мини, Санта Ана и Нуестра Сеньора де Лорето в Аржентина и мисията Сау Мигел дас Мисойнс в Бразилия са включени в Списъка на обектите на световното културно и природно наследство на ЮНЕСКО.